# 保安警察 (中華民國)
保安警察（英語：Special Police）是中華民國警察為預防犯罪、機動應變，在各層級警政機關設置的機動保安警力，準備應變，協助地方警察機關、專業警察機關維護治安，支援處理群眾活動、各警察機關偵辦重大刑案、槍擊要犯之攻堅、圍捕任務、反恐任務、反劫持、反武裝攻擊等重大治安事件，制止暴行擴張，維護重要人士、設施、處所安全。

## 概說

### 定義
保安警察係以保護公共安全為目的，其有兩種涵義。
一是屬於警備、警戒、警衛等特定警衛性質的全國性保安警察作用，即《警察法》第5條第1款所列由內政部警政署所（司）掌理之「關於拱衛中樞、準備應變及協助地方治安之保安警察業務」。執行本項工作者，稱之為保安警察人員，亦俗稱為保安警察，例如各保安警察總隊人員。
二是屬於行政警察範圍內的保安警察作用，即《警察法》第9條第7款所列有關警察業務之保安、正俗、交通、衛生、消防、救災、營業、建築、市容整理、戶口查察、外事處理等警察依法行使之職權，此係指警察機關職權中之業務分工，如警政署保安組、各縣市警察局保安科或保安民防課之業務。

### 指揮
保安警察（內政部警政署轄下各保安警察總隊）的業務管理在中央政府為內政部警政署，主管全國保安警察業務。保安警察派駐地方執行勤務時，應受當地行政首長（直轄市長、縣市長）指揮、監督，以及地方政府警察機關首長指導；執行勤務時對地方警察居於輔助地位而非主導地位，勤務內容應協商行之。

### 業務規畫
內政部警政署主管的保安業務中，除特種警衛勤務計畫屬警政署督察室業管轄，警察志工規劃由行政組管轄，其他皆屬保安組規劃督導。地方執行職務時，由保安民防課規劃任務。以下為警政署保安組所負責之業務項目一覽：
1. 警備、警衛、警戒之規劃督導及機動保安警力之調遣配備
2. 戰時警務工作
3. 擴大臨檢、春安工作及執行戒嚴令
4. 槍砲、彈藥、刀械管制及自衛槍枝管理
5. 配合後備動員支援軍事作戰
6. 義勇警察及山地義勇警察編組、訓練、管理、運用
7. 特殊地區警備治安
8. 人民集會、遊行申復案件處理及人民集會、遊行、陳情、請願秩序維護
9. 中央政府及地方政府各項選舉治安維護工作
10. 山地管制、山地清查及山地警備治安工作
11. 推行社區守望相助工作
12. 反暴力恐怖攻擊業務
13. 其他有關保安警察業務事項

以上任務亦可依照業務性質區分如下：
- 管制性業務，如自衛槍枝管理、危險物品管理
- 維護性業務，如春安工作、治安要點維護、擴大臨檢工作
- 管制性兼維護性，如選舉治安維護、山地警備治安

## 保安警察編制
中央層級的保安警力，隸屬內政部警政署，計有保安警察第一總隊、第二總隊、第三總隊、第四總隊、第五總隊、第六總隊、第七總隊。為派駐、輔助各地方、專業警察機關及中央部會維護治安之保安機動警力，其中第六總隊有要員保護任務。各直轄市、省轄縣（市）警察局設有規模不同的保安警察大隊、隊，警察分局編制警備隊，平時執行轄區巡邏警網，地方首長、要員保護，部分設置派出所針對重大治安事件應變設置，俗稱霹靂小組的反恐單位。
隸屬內政部警政署
- 保安警察第一總隊（臺北市北投區：石牌營區、新北市三峽區：三峽營區）負責臺灣北部與花蓮縣機動警力，下轄專司反恐維安特勤隊。
- 保安警察第二總隊（新北市中和區）維護經濟部國營事業機構、核能發電廠、科學工業園區安全暨保護智慧財產權。
- 保安警察第三總隊（新北市新店區）負責財政部機關安全及協助海關勤務。
- 保安警察第四總隊（彰化縣彰化市：親愛營區，負責臺灣中部地區機動警力。
- 保安警察第五總隊（高雄市仁武區：仁武營區，負責臺灣南部地區與台東縣機動警力。
- 保安警察第六總隊（臺北市中正區）中央政府機關、外交代表機構、臺北地區政府首長寓所警衛勤務與官員保護。
- 保安警察第七總隊（臺北市文山區）負責臺灣銀行各發庫分行、水庫以及環保事項與國家公園的警察業務。

各縣（市）警察局直屬保安隊
1. 基隆市警察局保安警察隊
2. 臺北市政府警察局保安警察大隊（页面存档备份，存于）
3. 新北市政府警察局保安警察大隊（页面存档备份，存于）
4. 桃園市政府警察局保安警察大隊（页面存档备份，存于）
5. 新竹縣政府警察局保安警察隊
6. 新竹市警察局保安警察隊
7. 苗栗縣警察局保安警察隊
8. 臺中市政府警察局保安警察大隊（页面存档备份，存于）
9. 彰化縣警察局保安警察隊
10. 雲林縣警察局保安警察隊
11. 南投縣政府警察局保安警察隊
12. 嘉義縣政府警察局保安警察隊（页面存档备份，存于）
13. 嘉義市政府警察局保安警察隊
14. 臺南市政府警察局保安警察大隊（页面存档备份，存于）
15. 高雄市政府警察局保安警察大隊（页面存档备份，存于）
16. 屏東縣政府警察局保安警察隊
17. 宜蘭縣政府警察局保安警察隊
18. 花蓮縣警察局保安警察隊
19. 臺東縣警察局保安警察隊
20. 澎湖縣政府警察局保安警察隊（页面存档备份，存于）
21. 金門縣警察局保安警察隊
22. 連江縣警察局保安警察隊

## 歷史

### 內政部警政署保安警察第二總隊
科技、能源及智慧財產權攸關產業發展，「智財捍衛、科園守護、能源維安」為本總隊職責。和平鴿環抱盾牌的隊徽，象徵本總隊全天候守護科技、能源及智慧財產。智慧財產權保護，科學工業園區安全維護、電廠安全維護、加工區安全維護。編制有：刑事警察大隊、第一大隊、第二大隊、第三大隊。

### 內政部警政署保安警察第六總隊
保六總隊前身為「臺灣省政府警務處特務大隊」（1949年），1959年改編臺灣省政府警務處本部直屬警察大隊，1990年1月1日改隸內政部警政署，負責衛戍首都，拱衛中央憲政機關、機關、官邸之警衛安全任務。

### 內政部警政署保安警察第七總隊
- 1998年前的保安警察第七總隊，是於1990年由「臺灣省淡水水上警察巡邏隊」改制而來，並於1998年6月15日再改制為「內政部警政署水上警察局」，2000年1月28日又改制為行政院海岸巡防署海洋巡防總局。
- 現在的保安警察第七總隊前身為「臺灣省工礦警察總隊」（1955年），1990年改編為臺灣省保安警察總隊，1999年1月1日改隸內政部警政署。
- 2014年1月1日，整合內政部警政署國家公園警察大隊、環境保護警察隊、森林暨自然保育警察大隊等單位為「內政部警政署保安警察第七總隊」，負責臺灣銀行以及環境資源、生態保育、國家公園的維護治安、緝私等任務。

## 参閲
- 保安團
- 裁團改警
- 新一軍
- 內政部警政署
- 特警隊
- 武警内衛部隊
- 香港警察機動部隊

## 外部連結
- 保安警察第一總隊（页面存档备份，存于）
- 保安警察第二總隊（页面存档备份，存于）
- 保安警察第三總隊（页面存档备份，存于）
- 保安警察第四總隊（页面存档备份，存于）
- 保安警察第五總隊（页面存档备份，存于）
- 保安警察第六總隊（页面存档备份，存于）
- 保安警察第七總隊（页面存档备份，存于）